# (30969) 1995 BP2
(30969) 1995 BP2 est un astéroïde de la ceinture principale d'astéroïdes découvert en 1995.

## Description
(30969) 1995 BP2 a été découvert le 29 janvier 1995 à l'observatoire de Siding Spring, situé près de Coonabarabran, en Nouvelle-Galles du Sud, en Australie, par Robert H. McNaught.

### Caractéristiques orbitales
L'orbite de cet astéroïde est caractérisée par un demi-grand axe de 2,32 ua, un périhélie de 1,67 ua, une excentricité de 0,28 et une inclinaison de 21,15° par rapport à l'écliptique. Du fait de ces caractéristiques, à savoir un demi-grand axe compris entre 2 et 3,2 ua et un périhélie supérieur à 1,666 ua, il est classé, selon la JPL Small-Body Database, comme objet de la ceinture principale d'astéroïdes.

### Caractéristiques physiques
(30969) 1995 BP2 a une magnitude absolue (H) de 14,7 et un albédo estimé à 0,393.